# کیک مادلن
کیک مادلن (به فرانسوی: madeleine)، نوعی کیک کوچک سنتی است که منشأ آن دو شهر کومرسی و لیوردون در ناحیهٔ لورن در شمال کشور فرانسه است. مادلن کیک اسفنجی بسیار کوچکی است که ظاهر آن به شکل صدف است. به غیر از قالب سنتی به شکل صدف، به ابزار دیگری برای تهیهٔ آن نیاز نیست. برای تهیهٔ آن از یکی از انواع کیک اسفنجی که مقدار نسبتاً زیادی کره در آن بکار رفته و انواع پودر آجیل به‌خصوص پودر بادام استفاده می‌شود. برای مزه نیز ممکن است از خلال پوست لیمو استفاده شود. 
مارسل پروست نویسنده‌ی بزرگ و مشهور فرانسوی در جلد اول از رمان هفت جلدیِ «در جستجوی زمان از دست رفته» (تحت عنوان طرف خانه‌ی سوان) که یکی از شاهکارهای گران‌قدر تاریخ ادبیات در ابتدای قرن بیستم است، از کیک دلپذیر و خوش عطر و طعمِ مادلن یاد کرد. او که با خوردن این شیرینی در جوانی به خاطرات کودکی خود پرتاب شد، نه تنها نام این شیرینی را جاودانه و همه‌گیر ساخت، که مفهومی به نام «لحظه‌ی پروستی» را رقم زد که اشاره به پیدایش نوستالژیا با بو، صوت و غیره است.

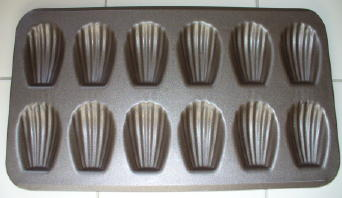
قالب مادلن